# 姫新線
姫新線（きしんせん）は、兵庫県姫路市の姫路駅から津山駅を経て、岡山県新見市の新見駅に至る西日本旅客鉄道（JR西日本）の鉄道路線（地方交通線）である。
沿線のたつの市出身の詩人三木露風の童謡『赤とんぼ』をイメージし、ラインカラーは朱色である（■）。路線記号は K が設定されている。

## 概要
津山盆地を経由して中国山地東部の山間を抜けるローカル線で、沿線に湯郷温泉などの温泉地への入口林野駅、蒜山高原への入口中国勝山駅などがあり、伯備線、芸備線と結んで中国山地縦貫鉄道を形成している。姫新線は陰陽連絡や津山市と京阪神とを結ぶ役割を担っていたが、中国自動車道が開通してからは、事実上その役割を喪失した。1989年の急行「みささ」・「みまさか」の廃止、さらに1994年の智頭急行線の開業により、以後は地域輸送が中心となっている。
21世紀に入ってから姫路駅 - 上月駅間では高速化のための路線改良が行われ、通勤利用が多くなっている。余部駅 - 姫路駅間の運行本数は姫新線の中では最大であり、6時台から最終列車まで13時台を除き1時間に2本以上の運行が確保されている。また播磨新宮 - 姫路間では全時間帯で1時間に1本以上、時間帯によっては1時間に3本程度の列車が運行されている。線内の乗客はこの区間に集中している。
2009年の台風9号、2018年7月の豪雨と、21世紀に入ってから豪雨による大規模な被害を2回受けた。
2016年3月26日から、ICカード「ICOCA」が姫路駅 - 播磨新宮駅間でのみ使用可能になった。
姫路駅 - 上月駅間は近畿統括本部の、美作土居駅 - 新見駅間は中国統括本部の直轄である。
路線記号とラインカラーは、当初は近畿統括本部管内の姫路駅 - 上月駅間のみが対象で、岡山支社（2022年に中国統括部に統合）では2015年度まで、別途支社独自に紫色のラインカラーを使用していた。2016年度に岡山・福山エリアとして別途路線記号とラインカラーが制定された際に、その導入対象から姫新線は外されたため、前述の朱色にKの路線記号・ラインカラーの適用対象が姫新線全線に拡大された。しかし、この路線記号のKとラインカラーの朱色は、あくまで近畿エリアとして制定されたため、岡山支社管内各駅では2016年改正時点において一部の駅の運賃表以外の旅客案内には使用されていなかったが、2023年8月現在では、バリアフリー改修工事化後の津山駅での駅名標、案内図等（因美線のは、同駅では時刻表の路線図と運賃表で使用し、駅名標や方面案内は姫新線・津山線との区別を明確にするため青色のBに置換）、新見駅で地下連絡通路の1・2番のりばの案内看板を更新した際（芸備線のも使用）などで順次使用されている。

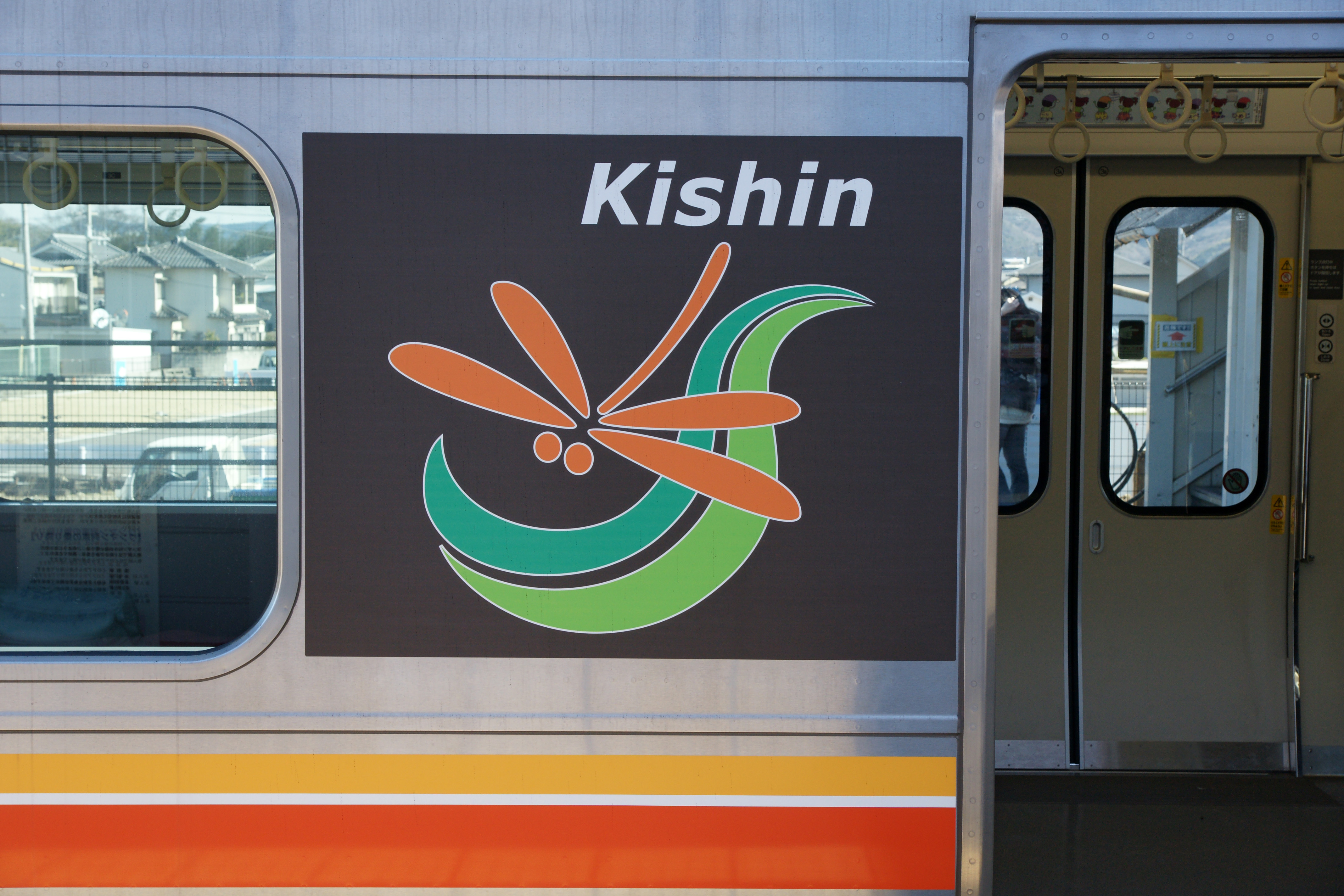
キハ122・127系に施されている姫新線のシンボルマーク
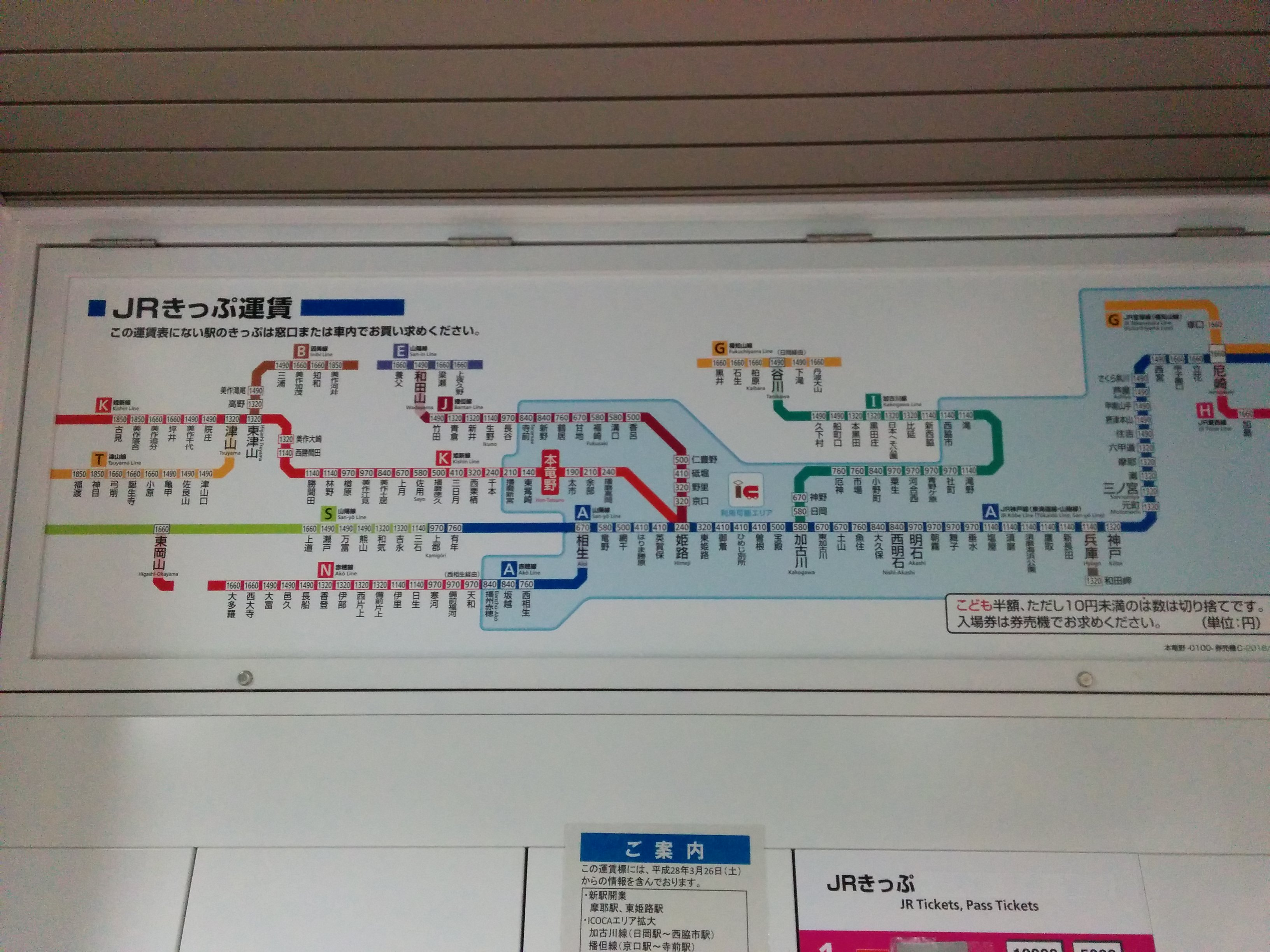
姫新線の岡山支社内の区間も朱色のラインカラーで表示され、路線記号 K が付けられた運賃表（本竜野駅）
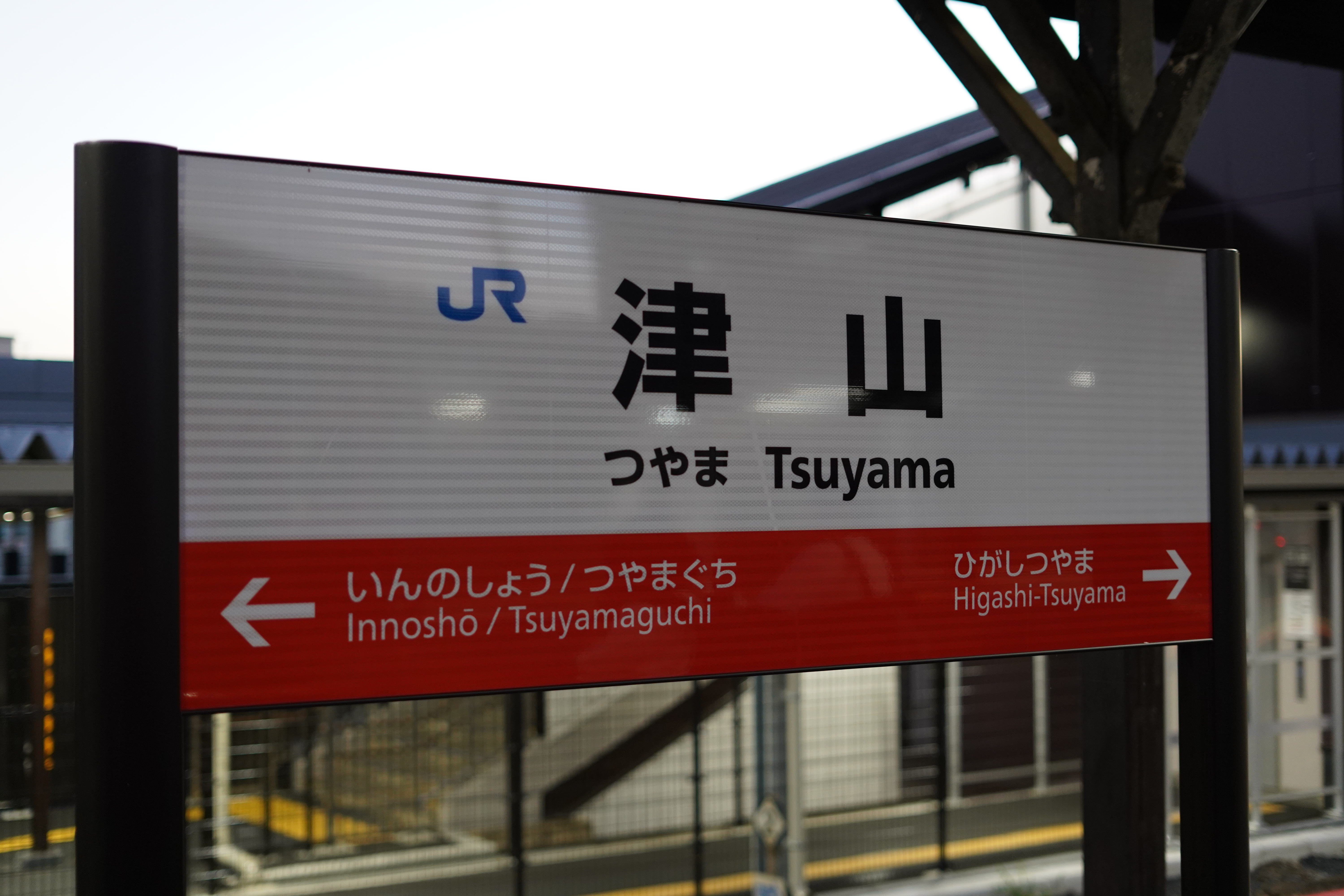
朱色のラインカラーで表示された津山駅2番のりばの駅名標

## 路線データ
- 管轄（事業種別）：西日本旅客鉄道（第一種鉄道事業者）
- 路線距離（営業キロ）：158.1 km[4][3]
- 軌間：1067 mm[4]
- 駅数：36（起終点駅含む）
  - 姫新線所属駅に限定した場合は、山陽本線所属の姫路駅と伯備線所属の新見駅が除外され[12]、34駅となる。
- 複線区間：なし（全線単線）[4]
- 電化区間：なし（全線非電化）[4]
- 閉塞方式[13]
  - 姫路駅 - 上月駅：自動閉塞式（特殊）
  - 上月駅 - 新見駅間：特殊自動閉塞式（電子符号照査式）
- 運転指令所：
  - 姫路駅 - 東津山駅：近畿総合指令所姫路指令所[要出典]
  - 東津山駅 - 新見駅：中国総合指令所岡山指令所[要出典]
- 最高速度：
  - 姫路駅 - 上月駅間 100 km/h[14]
  - 上月駅 - 新見駅間 85 km/h[14]
- IC乗車カード対応区間：
  - ICOCAエリア：姫路駅 - 播磨新宮駅

## 沿線概況

### 姫路駅 - 上月駅間
全般的に田畑や民家が点在する地域である。姫路市内と本竜野駅・播磨新宮駅周辺では市街地・住宅地が広がっており、余部信号場辺りから太市駅 - 本竜野駅間のトンネルまでと、播磨新宮駅から先の区間は比較的田園部を走行する。沿線には、兵庫県立姫路飾西高等学校や姫路市立琴丘高等学校・兵庫県立龍野北高等学校・兵庫県立佐用高等学校などの高校があり、これらの高校への通学客も利用する。
高架駅の姫路駅を出ると程なく山陽電気鉄道本線を跨ぎ、少しの区間は山陽本線と並行して進み右に曲がって、さらに高い高架の山陽新幹線をくぐる。そして冑山神社がある冑山を南に迂回し、この冑山の真南付近で高架から地上に降りてから、冑山の北を抜けてきた山陽新幹線の高架をくぐる。それから姫路の市街地を北西方向に進んでいく。真っ直ぐ進んで右手に国道2号が見えると高岳神社の最寄りの播磨高岡駅、さらに夢前川を渡って右に曲がると余部駅に着く。余部駅を出て左に曲がり姫路市の郊外を、ほぼ真西へと進む。姫路西バイパスをくぐると、太市駅でその先から、山陽自動車道沿いを並行して走り、県道5号線をくぐって、トンネルを抜けるとたつの市に入る。たつの市に入って山を抜けると右手に工場群を見、林田川を渡ると、開発された住宅地やイオン竜野店（旧ダイエー竜野店）などの商業施設を見ながら右の曲がり、たつの市の中心駅である本竜野駅に着く。ここから先は田畑が点在する中で民家も多く、中学校や小学校や幼稚園などもある。
本竜野駅を出ると揖保川沿いを北上し、東觜崎駅を過ぎると觜崎ノ屏風岩付近で揖保川の鉄橋を渡り、さらに揖保川沿いを北上し、揖保川から西へ離れ始めて播磨新宮駅に着く。播磨新宮駅を出ると揖保川の支流の栗栖川に沿うように進む。この付近は、田畑が続く中、民家も点在する。千本駅を過ぎると国道179号に並行し、栗栖川沿いに走ると西栗栖駅で、分水嶺の下を貫く相坂トンネルをくぐり栗栖川の流域から離れ、千種川水系の志文川の支流沿いの区間を通る山がちな区間に入る。この辺りは路盤も軟弱である上に冬場は霧が発生するというネックがある。そして、これまで走ってきた志文川の支流と志文川の本流との合流点付近にある三日月駅に着くが、この駅では早朝から朝9時台に限り姫路方面へ行く列車と行き違いをする。三日月駅を出ると暫く志文川に沿うように進むが、カーブの多い区間であり、田畑や民家は所々にある程度になる。夏に限り車窓にヒマワリ畑も見ながら、志文川からは離れて千種川を渡ると播磨徳久駅に到着する。播磨徳久駅からはトンネルで山の下を走り抜け、智頭急行智頭線と並走して天然記念物の佐用の大イチョウの横を通ると、千種川水系の佐用川近くの佐用駅に到着する。佐用駅では、普通津山行きと接続する場合もあるが第2土曜や第4土曜に限り、保守工事のため一部の列車が運休にされる。佐用駅を出ると左に曲がって智頭急行線と並行して進み、それが高架に上がる横を姫新線はそのまま地平を進む。そして姫新線は右に曲がって智頭急行線の高架をくぐり西へ向かう。佐用川を3回渡り上月駅に着く。
この区間は後述する高速化事業により、カント修正・枕木のコンクリート化などが行われた。

### 上月駅 - 津山駅間
列車は上月駅から先は1両、多くても2両編成で走る。上月駅を過ぎると国道179号沿いに進み、万ノ峠トンネルを抜けると岡山県に入り、千種川の集水域からも離れる。美作土居駅を過ぎ、ここから先は中国自動車道も並走する。中国自動車道の高架が見えて、吉井川水系の吉野川を渡ると美作江見駅である。美作江見駅からは美作台地の谷間を抜けるため、平坦な路線に変わる。右手に中国自動車道の楢原パーキングエリアが見えると楢原駅で、しばらく中国自動車道に沿って進み、吉井川水系の梶並川を渡って左に曲がると、近隣に湯郷温泉があり、かつて林野城や三星城があった林野駅に着く。勝央町に入り、宿場町であった勝間田駅を過ぎ、そのまま西進して西勝間田駅を過ぎると津山市に入り、美作大崎駅を過ぎ、この区間唯一の25 km/h規制があった後、切通しを抜けて津山盆地に入る。中国自動車道の津山インターチェンジが北側に見えた辺りからスーパーマーケットやホームセンターなどが多く見られるようになり、吉井川水系の加茂川を渡り因美線と合流しながら東津山駅へ。そして吉井川を渡り、右手に岡山県作陽高等学校が見えると、津山市の中心駅である津山駅に着く。
津山駅は津山線と、運転系統上は因美線の列車も発着しており、岡山県北部の交通の要衝である。しかし、駅前からは市内を走る路線バスはもちろん、大阪方面行きの中国ハイウェイバスや京都・東京方面へ向かう高速バスが運行されており、鉄道よりもバスの発着の方が賑やかな駅である。

### 津山駅 - 新見駅間
津山駅近辺は比較的なだらかな土地を走るが、しばらくすると山岳地帯に入る。何本かの川沿いを走り、野川・熊谷川・大畑川・小坂部川など複数の川をまたいでいる。斜面の山林が崩れている場所や、急峻な崖で落石の危険性がある場所が数か所あり、そのような場所では徐行運転を行っている。途中駅は山間の集落の中の駅が多い。
津山駅を出ると左手に姫新線の他に、津山線や因美線の気動車が集う岡山気動車区津山派出所を見ながら、しばらく津山線と線路別複線で進む。津山線が左に分かれて行き、姫新線は右に曲がって吉井川を渡る。津山市を西に吉井川に沿って進むと院庄駅で、ここまで並行していた国道179号と別れて、ここからは国道181号と並行して進む。久米川に沿って進み、右手に久米工業団地が見えると美作千代駅である。次の坪井駅を出ると、真庭市に入って美作追分駅がある。左手に中国自動車道の落合ジャンクションを見て、米子自動車道をくぐる。中国自動車道と共に南西方向に進んでいき、美作落合駅を過ぎると、右に90度急カーブして進路を北に取り、旭川に沿って進む。ずっと旭川に沿って北上して古見駅を過ぎると、目木川を渡って久世駅で、ここからしばらく国道181号線と旭川に沿って西へ向かって進むと、真庭市の中心駅である中国勝山駅に到着する。
中国勝山駅を出ると旭川を渡り、国道181号と別れて左に曲がり、複数のトンネルをくぐりながら南下して月田駅で、そこから先は右に曲がって西に進路を取り、月田川と絡み合いながら進んでいく。富原駅を過ぎ、分水嶺を貫く傍示トンネルを抜けて新見市に入り、刑部駅に達する。ここから先は高梁川の集水域であり、ここを南西方向に向けて走り、丹治部駅を過ぎると左手に中国自動車道が見えて、しばらく並行して進み、少し離れた所で高梁川水系の熊谷川を渡り岩山駅に着く。岩山駅を出ると中国自動車道をくぐって、共に右に曲がって熊谷川に沿って進む。新見の市街地に入って国道180号と交差して、高梁川を渡って左手から伯備線が近づいてくると新見駅に到着する。

## 運行形態
1989年3月10日を以って、急行「みささ」・「みまさか」が廃止され、2022年3月時点で当路線に別途料金が必要な列車は運転されていない。
かつては芸備線と一体のダイヤが組まれ、1930年代には大阪駅・姫路駅 - 備後十日市駅（現在の三次駅）間、1940年代には大阪駅・姫路駅 - 広島駅間、1960年代には姫路駅 - 広島駅間を津山駅、新見駅、備後落合駅、三次駅経由で通しで運転する列車が設定されていたことがあったが、2020年3月時点のダイヤでは姫新線の全線を通して運転される列車はなく、運転系統はおおむね姫路駅 - 佐用駅・上月駅間、佐用駅 - 津山駅間、津山駅 - 新見駅間の3つに分かれている。各区間をまたがる列車として佐用発新見行きがある一方、姫路駅 - 佐用駅・上月駅間では播磨新宮駅で乗り換えが必要な列車もある。全線の全列車でワンマン運転が行われているが、姫路駅 - 播磨新宮駅間は前述の通りICカードが使えるため、乗務員が運賃収受を行わない都市型ワンマンとなっている。
2022年3月12日改正時点のダイヤでは、姫路駅 - 余部駅・播磨新宮駅間で日中概ね1時間に1 - 2本、播磨新宮駅 - 佐用駅間（一部は上月駅発着）は1 - 2時間に1本運行されている。朝夕を中心に車両基地網干総合車両所余部派出所（余部駅 - 太市駅間に立地）への入出庫を兼ねた姫路駅 - 余部駅間の系統も設定されている。姫路駅 - 播磨新宮駅間は最大3両、佐用駅・上月駅を発着する列車は1両（単行）あるいは2両編成である。朝晩には佐用駅 - 上月駅間の回送列車が設定されている。
後述の高速化事業の完成により、2010年3月13日のダイヤ改正から2年間のみ試験的に増発された。2001年3月3日のダイヤ改正以前までは姫路駅 - 佐用駅間は1時間に1本程度の運転であったため、結局は当時の水準まで列車本数が戻った形である。2010年3月12日までは姫路駅 - 播磨新宮駅間でおおよそ1時間に1本程度（姫路駅 - 本竜野駅間は2本）、播磨新宮駅 - 佐用駅間は2時間に1本程度であった。また、朝の姫路行きに1本だけ、本竜野駅 - 姫路駅間ノンストップの列車が運転されていた。この列車は、『JR時刻表』などでは通過駅のある普通列車として扱われており、方向幕にも「快速」表記はなかったが、実際の駅掲示時刻表を含めた駅での案内は快速列車として扱われていた。試験増発が終了した2012年3月17日のダイヤ改正で、姫路駅 - 播磨新宮駅間の本数はほぼ据え置かれたが、播磨新宮駅 - 佐用駅間では1 - 2時間間隔に見直された。国鉄時代は姫路駅の最終は23時20分ごろであり、その後2001年3月2日までは23時台後半（終着駅の播磨新宮駅到着は日付を跨ぐ）であった。
上月駅 - 津山駅間は1日10往復程度と運転本数が少なく、2時間以上運行のない時間帯すらある。津山駅 - 中国勝山駅間は1 - 2時間（上り中国勝山発津山行きは3時間以上ない時間帯あり）に1本程度、中国勝山駅 - 新見駅間は2 - 3時間に1本程度（1日8往復：日曜日・祝日は7往復）である。
佐用駅以西では朝晩を中心に、一部の駅を通過する快速運転も行われている。これらの快速列車は、線内で使われる車両の方向幕に「快速」を含むパターンが少ないこともあり、方向幕には行先のみを掲出し、前面窓に「快速」（白地に赤文字）と記載された方向板を挿入して運転されていた。しかし2019年頃に方向幕の更新が行われ、「快速　佐用」「快速　津山」と、表示されるようになった。

## 使用車両
全線非電化のため、全て気動車で運転されている。
- キハ122・127系：姫路駅 - 上月駅間の高速化事業のためにキハ40・47形に代わって投入された新型車両で、同区間で運用されている[21]。車体には、姫新線色である「赤とんぼ」をイメージした朱色の帯が施されている。
- キハ120形：後藤総合車両所岡山気動車支所に所属する車両が佐用駅 - 新見駅間で主力として運用されている[21]。
- キハ40形・キハ47形：津山駅 - 中国勝山駅間で運用されている。

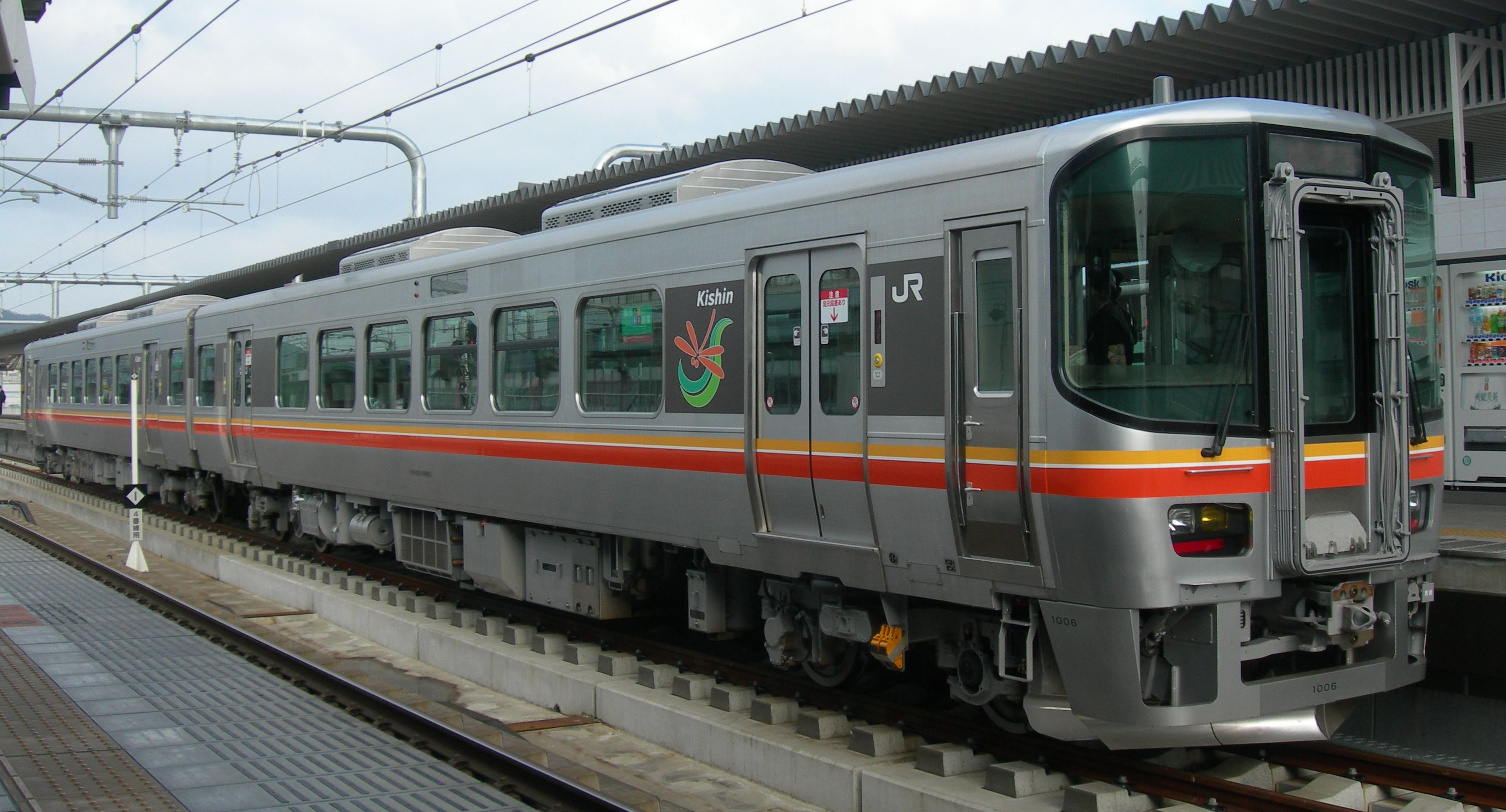
主に姫路 - 上月間で運用されるキハ127系
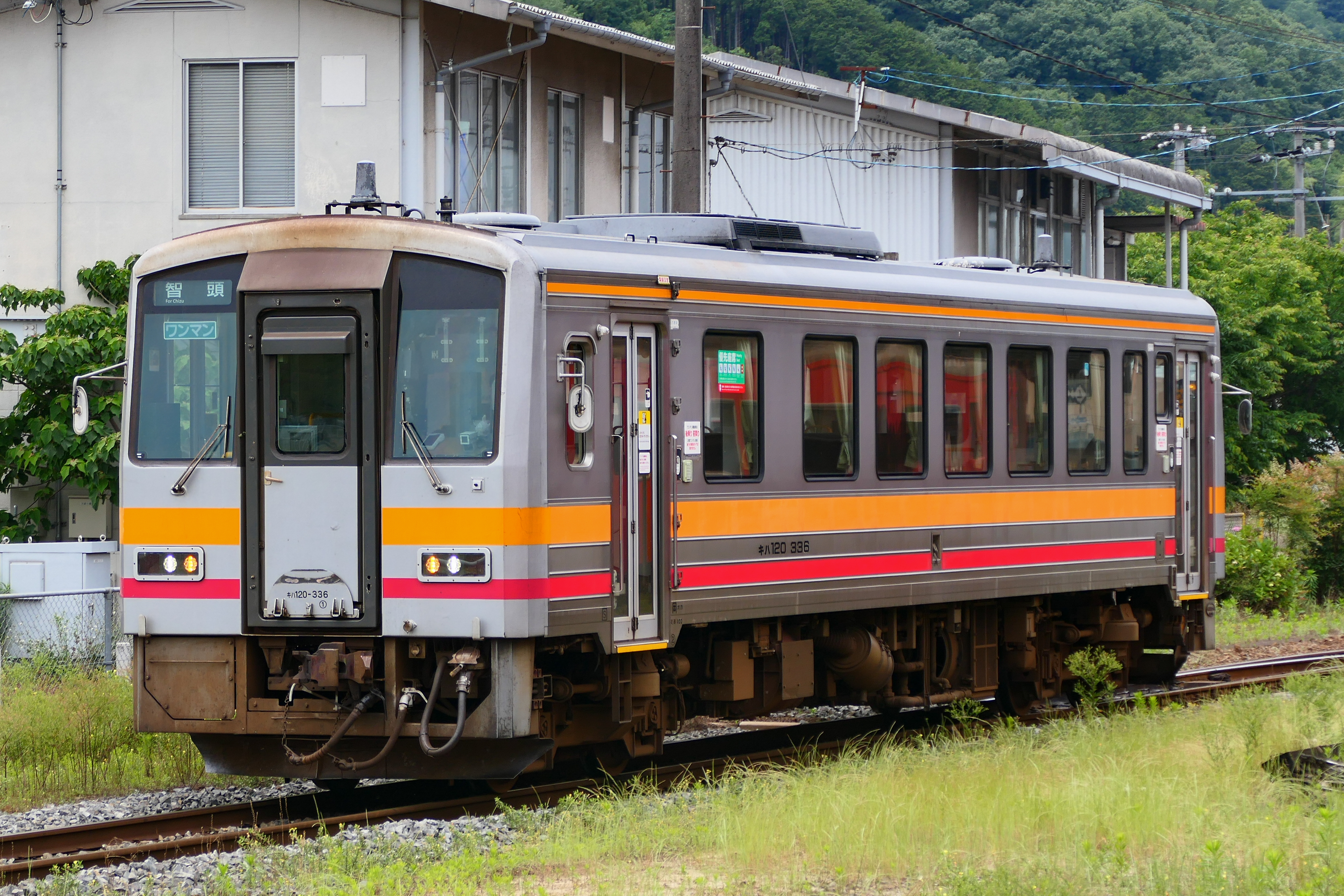
キハ120形
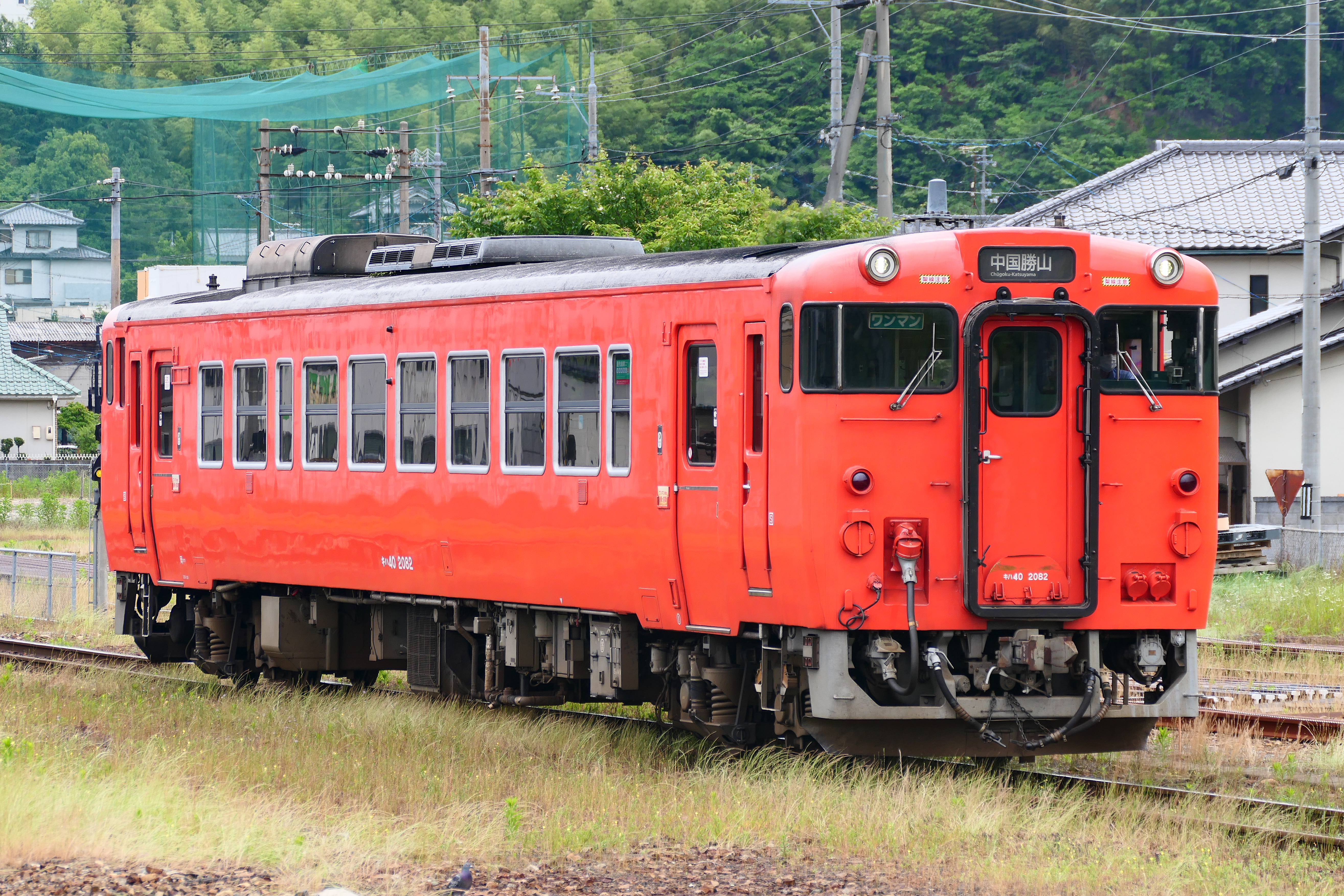
キハ40系

## 姫新線高速化事業
姫路駅 - 上月駅間では、たつの市に事務局を置く姫新線姫路上月駅間電化促進期成同盟会（姫新線利用促進・活性化同盟会の前身）が沿線自治体などで結成され、高速化工事が実施された。2006年度から2009年度までの期間で地上設備工事を2007年7月28日に起工し、2010年3月13日に完工した。枕木のPC化やカント改良の以外にも、余部駅・太市駅・本竜野駅・東觜崎駅には安全側線が設置された。この結果、最高速度が85 km/hから100 km/hに引き上げられた。また100 km/h運転に対応できる新型車キハ122・127系気動車の営業運転が2009年3月14日から開始されており、高速化工事の完成後には100 km/h運転が開始され、所要時間を姫路駅 - 播磨新宮駅間で8分、姫路駅 - 上月駅間で18分短縮した。事業費は約80億円であり、JR西日本と県、沿線自治体が負担し、工費の一部をまかなうための募金活動も行われた。この他に、2010年3月13日には本竜野駅が、同年9月12日には播磨新宮駅が橋上駅化された。
この工事の完了後の2010年度から、姫新線姫路上月駅間電化促進期成同盟会は姫新線利用促進・活性化同盟会と改称し、JR移管後最多の延べ利用者数であった298万人超えを目標とした「チャレンジ300万人乗車作戦」を展開して利用促進を図った結果、2015年度に目標であった300万人を超えて、301万人を達成した。

## 利用状況

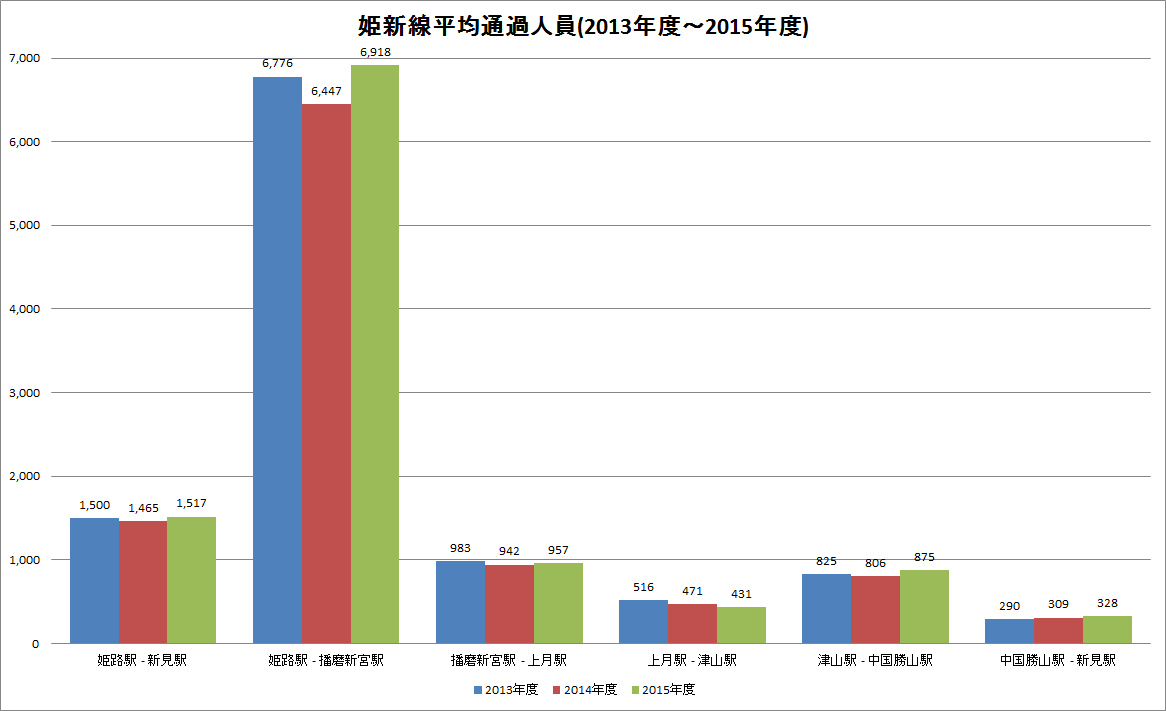
姫新線平均通過人員推移
データで見るJR西日本より作成

姫新線では、2010年（平成22年）3月から2012年（平成24年）3月まで行われた社会実験により、姫路駅 - 播磨新宮駅間で上下16本、播磨新宮駅 - 上月駅間で上下6本が増発された。この社会実験により、2010年度（平成22年度）の乗客数は256.6万人、2011年度（平成23年度）は272.8万人に増加し、2015年度（平成27年度）には高速化工事後の目標人数であった300万人を超え301万人となり活動6年で目標値を超え、その翌年である2016年度（平成28年度）にも年間乗車人員310万人と順調に増加している。
しかし、2020年度（令和2年度）の播磨新宮駅 - 上月駅間の平均通過人員は750人/日、2021年度（令和3年度）は774人/日で、2022年（令和4年）にJR西日本により同区間が「1日の利用客が1kmあたり2000人未満の路線」の赤字路線として発表された。

### 平均通過人員
各年度の平均通過人員（人/日）は以下のとおりである。
| 年度                   | 平均通過人員（人/日） | 平均通過人員（人/日） | 平均通過人員（人/日） | 平均通過人員（人/日） | 平均通過人員（人/日） | 平均通過人員（人/日） | 出典   |
| 年度                   | 全線                  | 姫路 - 播磨新宮       | 播磨新宮 - 上月       | 上月 - 津山           | 津山 - 中国勝山       | 中国勝山 - 新見       | 出典   |
| ---------------------- | --------------------- | --------------------- | --------------------- | --------------------- | --------------------- | --------------------- | ------ |
| 2013年度（平成25年度） | 1,500                 | 6,776                 | 983                   | 516                   | 825                   | 290                   | [ 36 ] |
| 2014年度（平成26年度） | 1,465                 | 6,647                 | 942                   | 471                   | 806                   | 309                   | [ 37 ] |
| 2015年度（平成27年度） | 1,517                 | 6,918                 | 957                   | 431                   | 875                   | 328                   | [ 38 ] |
| 2016年度（平成28年度） | 1,550                 | 7,156                 | 935                   | 435                   | 888                   | 326                   | [ 39 ] |
| 2017年度（平成29年度） | 1,581                 | 7,316                 | 938                   | 439                   | 906                   | 343                   | [ 40 ] |
| 2018年度（平成30年度） | 1,545                 | 7,377                 | 910                   | 391                   | 813                   | 310                   | [ 41 ] |
| 2019年度（令和元年度） | 1,549                 | 7,342                 | 932                   | 413                   | 820                   | 306                   | [ 42 ] |
| 2020年度（令和02年度） | 1,199                 | 5,714                 | 750                   | 346                   | 663                   | 132                   | [ 43 ] |
| 2021年度（令和03年度） | 1,258                 | 6,109                 | 774                   | 358                   | 649                   | 136                   | [ 44 ] |
| 2022年度（令和04年度） | 1,351                 | 6,686                 | 822                   | 386                   | 640                   | 132                   | [ 45 ] |
| 2023年度（令和05年度） | 1,399                 | 7,011                 | 813                   | 401                   | 661                   | 111                   | [ 46 ] |

### 収支・営業系数
2019年度（令和元年度）の輸送密度が2,000人/日未満の線区（播磨新宮駅 - 上月駅間、上月駅 - 津山駅間、津山駅 - 中国勝山駅間、中国勝山駅 - 新見駅間）における各3か年平均の収支（運輸収入、営業費用、営業損益）、営業係数、収支率は以下のとおりである。▲はマイナスを意味する。
| 年度                                       | 収支（億円） | 収支（億円） | 収支（億円） | 営業 係数 （円） | 収支率 | 出典   |
| 年度                                       | 運輸 収入    | 営業 費用    | 営業 損益    | 営業 係数 （円） | 収支率 | 出典   |
| ------------------------------------------ | ------------ | ------------ | ------------ | ---------------- | ------ | ------ |
| 2017 - 2019年度（平成29 - 令和元年度）平均 | 0.9          | 7.0          | ▲6.0         | 751              | 13.3%  | [ 33 ] |
| 2018 - 2020年度（平成30 - 令和2年度）平均  | 0.8          | 7.0          | ▲6.2         | 839              | 11.9%  | [ 33 ] |
| 2019 - 2021年度（令和元 - 3年度）平均      | 0.8          | 6.7          | ▲5.9         | 868              | 11.5%  | [ 34 ] |
| 2020 - 2022年度（令和2 - 4年度）平均       | 0.7          | 6.5          | ▲5.8         | 896              | 11.2%  | [ 47 ] |
| 2021 - 2023年度（令和3 - 5年度）平均       | 0.8          | 6.7          | ▲5.9         | 867              | 11.5%  | [ 48 ] |

| 年度                                       | 収支（億円） | 収支（億円） | 収支（億円） | 営業 係数 （円） | 収支率 | 出典   |
| 年度                                       | 運輸 収入    | 営業 費用    | 営業 損益    | 営業 係数 （円） | 収支率 | 出典   |
| ------------------------------------------ | ------------ | ------------ | ------------ | ---------------- | ------ | ------ |
| 2017 - 2019年度（平成29 - 令和元年度）平均 | 0.5          | 4.6          | ▲4.0         | 887              | 11.3%  | [ 33 ] |
| 2018 - 2020年度（平成30 - 令和2年度）平均  | 0.4          | 4.7          | ▲4.3         | 1,024            | 9.8%   | [ 33 ] |
| 2019 - 2021年度（令和元 - 3年度）平均      | 0.4          | 4.7          | ▲4.3         | 1,079            | 9.3%   | [ 34 ] |
| 2020 - 2022年度（令和2 - 4年度）平均       | 0.4          | 4.8          | ▲4.4         | 1,142            | 8.8%   | [ 47 ] |
| 2021 - 2023年度（令和3 - 5年度）平均       | 0.5          | 4.7          | ▲4.2         | 1,036            | 9.6%   | [ 48 ] |

| 年度                                       | 収支（億円） | 収支（億円） | 収支（億円） | 営業 係数 （円） | 収支率 | 出典   |
| 年度                                       | 運輸 収入    | 営業 費用    | 営業 損益    | 営業 係数 （円） | 収支率 | 出典   |
| ------------------------------------------ | ------------ | ------------ | ------------ | ---------------- | ------ | ------ |
| 2017 - 2019年度（平成29 - 令和元年度）平均 | 0.8          | 5.0          | ▲4.1         | 610              | 16.4%  | [ 33 ] |
| 2018 - 2020年度（平成30 - 令和2年度）平均  | 0.7          | 4.9          | ▲4.2         | 694              | 14.4%  | [ 33 ] |
| 2019 - 2021年度（令和元 - 3年度）平均      | 0.6          | 5.0          | ▲4.3         | 795              | 12.6%  | [ 34 ] |
| 2020 - 2022年度（令和2 - 4年度）平均       | 0.6          | 5.0          | ▲4.4         | 907              | 11.0%  | [ 47 ] |
| 2021 - 2023年度（令和3 - 5年度）平均       | 0.6          | 5.3          | ▲4.7         | 925              | 10.8%  | [ 48 ] |

| 年度                                       | 収支（億円） | 収支（億円） | 収支（億円） | 営業 係数 （円） | 収支率 | 出典   |
| 年度                                       | 運輸 収入    | 営業 費用    | 営業 損益    | 営業 係数 （円） | 収支率 | 出典   |
| ------------------------------------------ | ------------ | ------------ | ------------ | ---------------- | ------ | ------ |
| 2017 - 2019年度（平成29 - 令和元年度）平均 | 0.3          | 3.8          | ▲3.5         | 1,349            | 7.4%   | [ 33 ] |
| 2018 - 2020年度（平成30 - 令和2年度）平均  | 0.2          | 3.7          | ▲3.5         | 1,750            | 5.7%   | [ 33 ] |
| 2019 - 2021年度（令和元 - 3年度）平均      | 0.2          | 3.8          | ▲3.7         | 2,435            | 4.1%   | [ 34 ] |
| 2020 - 2022年度（令和2 - 4年度）平均       | 0.1          | 3.9          | ▲3.8         | 3,745            | 2.7%   | [ 47 ] |
| 2021 - 2023年度（令和3 - 5年度）平均       | 0.1          | 4.1          | ▲4.0         | 4,042            | 2.5%   | [ 48 ] |

## 歴史

### 作備線
- 1923年（大正12年）8月21日：作備線（さくびせん）津山口駅 - 津山駅間（1.2M≒1.93km）、津山駅 - 美作追分駅間（10.9M≒17.54km）が開業[49]。現在の姫新線にあたる区間に津山駅・院庄駅・美作千代駅・坪井駅・美作追分駅が開業[49]
- 1924年（大正13年）5月1日：美作追分駅 - 久世駅間（9.3M≒14.97km）が延伸開業[50]。同時に津山駅 - 津山口駅間を編入し、津山口駅 - 久世駅間に区間表示を変更[51]。美作落合駅・久世駅が開業[50]
- 1925年（大正14年）3月15日：久世駅 - 中国勝山駅間（3.1M≒4.99km）が延伸開業[52]。中国勝山駅が開業[52]。
- 1929年（昭和4年）4月14日：作備西線 新見駅 - 岩山駅間（5.2M≒8.37km）が開業[53]。岩山駅開業[53]。作備線は作備東線に改称[54]。
- 1930年（昭和5年）
  - 4月1日：営業距離の表記をマイルからメートルに変更（作備東線 24.5M→39.4km、作備西線 5.2M→8.3km）[要出典]。
  - 12月11日：中国勝山駅 - 岩山駅間 (26.0km) が延伸開業[55]。作備東線が作備西線・新規開業区間を編入し作備線に改称[56]。月田駅・富原駅・刑部駅・丹治部駅が開業[55]。

### 姫津線・因美線
- 1928年（昭和3年）3月15日：因美南線 津山駅 - 東津山駅 - 美作加茂駅間が開業[57]。東津山駅が開業[57]。
- 1930年（昭和5年）9月1日：姫津線（ひめつせん）姫路駅 - 余部駅間 (6.1km) が開業[58]。播磨高岡駅・余部駅が開業[58]。
- 1931年（昭和6年）12月23日：余部駅 - 東觜崎駅間 (11.7km) が延伸開業[59]。太市駅・本竜野駅・東觜崎駅が開業[59]。
- 1932年（昭和7年）
  - 7月1日：因美南線が因美線に改称[60]。
  - 7月11日：姫津線 東觜崎駅 - 播磨新宮駅間 (4.3km) が延伸開業[61]。播磨新宮駅が開業[61]。
- 1934年（昭和9年）
  - 3月24日：姫津線 播磨新宮駅 - 三日月駅間 (14.5km) が延伸開業[62]。千本駅・西栗栖駅・三日月駅が開業[62]。
  - 11月28日：姫津西線 東津山駅 - 美作江見駅間 (20.7km) が開業[63]。美作大崎駅・勝間田駅・林野駅・美作江見駅が開業。姫津線を姫津東線に改称[64]。
- 1935年（昭和10年）7月30日：姫津東線 三日月駅 - 佐用駅間 (14.5km) が延伸開業。播磨徳久駅・佐用駅が開業[65]。
- 1936年（昭和11年）4月8日：佐用駅 - 美作江見駅間 (9.3km) が延伸開業[66][67]。姫津東線が姫津西線・新規開業区間を編入し姫津線に改称[68]。上月駅・美作土居駅が開業[67]。

### 姫新線
- 1936年（昭和11年）10月10日：作備線・因美線 東津山駅 - 津山駅間を姫津線に編入、姫路駅 - 新見駅間、津山駅 - 津山口駅間（支線）が姫新線と改称[69]。
- 1944年（昭和19年）6月1日：中国鉄道国有化により、支線 津山駅 - 津山口駅間 (1.9km) が津山線に編入[70]。
- 1947年（昭和22年）12月11日：戦後巡幸によりお召し列車が姫新線を走行[要出典]。
- 1954年（昭和29年）10月1日：楢原駅が開業[71]。
- 1958年（昭和33年）4月1日：古見駅が開業[72]。
- 1960年（昭和35年）
  - 10月1日：初の優等列車として準急「みささ」「みまさか」運転開始（1966年に急行格上げ）[7]。
  - 12月12日：美作追分 - 美作落合間の踏切でバスと衝突する踏切障害事故（姫新線列車バス衝突事故）が発生[73]。
- 1963年（昭和38年）10月1日：西勝間田駅が開業[71]。
- 1967年（昭和42年）4月11日：岡山県での全国植樹祭の開催により、お召列車が姫新線を走行[要出典]。
- 1971年（昭和46年）3月25日：姫新線からSL列車が撤退[要出典]。
- 1986年（昭和61年）11月：列車集中制御装置 (CTC) が導入[要出典]。
- 1987年（昭和62年）4月1日：国鉄分割民営化により西日本旅客鉄道が承継[7]。全線の貨物営業が廃止[要出典]。
- 1989年（平成元年）
  - 3月11日：急行「みささ」「みまさか」が廃止され、姫路駅 - 津山駅間の快速に変更[7]。これにより、姫新線から優等列車が消滅[7]。
  - 11月1日：佐用駅 - 新見駅間の一部列車でワンマン運転開始[74][75]。
- 1990年（平成2年）6月1日：上月駅（構内除く）- 新見駅（構内除く）間が岡山支社から津山鉄道部の直轄になる[76]。
- 1991年（平成3年）4月1日：姫路駅 - 上月駅間が神戸支社から姫路鉄道部の直轄になる[76]。同区間でワンマン運転開始[74][77]。
- 1994年（平成6年）3月21日：播磨徳久駅の行き違い施設が廃止、播磨高岡駅に行き違い施設が新設[78]。
- 2001年（平成13年）：姫新線全線にてワンマン運転を開始[要出典]。
- 2002年（平成14年）8月8日：中国勝山駅に留置中の気動車2両の手歯止めを乗務員が設置し忘れ、当該列車が夜中に勝手に走り出す事故が発生[79]。
- 2007年-2008年頃：組織改正により津山鉄道部が廃止され、上月駅（構内除く）- 新見駅（構内除く）間が岡山支社の直轄に変更[80]。
- 2008年（平成20年）12月22日：姫路駅付近の約1.3 kmの区間が高架化[81]。
- 2009年（平成21年）
  - 3月14日：姫路駅 - 上月駅間において、キハ122・127系気動車が営業運転を開始[23]。
  - 8月10日：台風9号接近に伴う豪雨で佐用駅 - 上月駅間の盛土が流され、播磨新宮駅 - 美作江見駅間が不通[82]。
  - 8月12日：不通区間でバス代行を開始[83]。
  - 8月21日：播磨新宮駅 - 佐用駅間で運転再開[84]。バス代行区間は佐用駅 - 美作江見駅間に短縮。
  - 10月5日：佐用駅 - 美作江見駅間で運転再開し、全線で運転再開[85]。
- 2010年（平成22年）
  - 2月7日：姫路駅 - 上月駅間の閉塞方式を特殊自動閉塞式（電子符号照査式）から単線自動閉塞式（特殊）に変更[要出典]。
  - 2月14日：姫路駅 - 上月駅間で自動進路制御装置 (PRC) 使用開始[86]。
  - 3月13日：高速化事業完成により、姫路駅 - 上月駅間で最高速度100 km/hで運転開始[87]。
- 2015年（平成27年）3月14日：路線記号が本格導入開始[88]。
- 2016年（平成28年）
  - 3月26日：姫路駅 - 播磨新宮駅間にICOCA導入[10]。
  - 6月1日：組織改正により、姫路CTCセンターは大阪総合指令所姫路指令所に、岡山輸送指令所津山派出は岡山総合指令所津山派出に改組[要出典]。
- 2018年（平成30年）
  - 7月5日：平成30年7月豪雨の影響により、津山駅 - 新見駅間が不通[89]。
  - 7月6日：豪雨が続き、上月駅 - 津山駅間も不通[89]。
  - 7月21日：佐用駅 - 上月駅 - 津山駅間で快速バス・各駅停車バス、津山駅 - 新見駅間で各駅停車バスによる代行輸送開始[90]。
  - 8月10日：上月駅 - 津山駅間の運転を再開。代行輸送区間を津山駅 - 新見駅間に短縮[91]。
  - 8月27日：津山駅 - 中国勝山駅間の運転を再開[92]。代行輸送区間を中国勝山駅 - 新見駅間に短縮。
  - 8月31日：中国勝山駅 - 新見駅の運転を再開し、全線で運転再開[92]。

## 駅一覧
- 停車駅
  - 普通 … すべての旅客駅に停車
  - 快速 … ●印の駅は停車、｜印の駅は通過
    - 佐用駅 - 津山駅間、津山駅 - 中国勝山駅間、中国勝山駅 - 新見駅間の快速はそれぞれ別の列車であり、快速運転区間外では普通（各駅停車）として運転される。佐用駅 - 新見駅間を全区間快速で直通する列車はない。
- 接続路線…駅名が異なる場合は⇒印で駅名を記す。
- 線路（全線単線） … ◇・∨：列車交換可能、｜：列車交換不可

| 駅名       | 営業キロ | 営業キロ | 快速 | 接続路線 | 線路 | 所在地 | 所在地        |
| 駅名       | 駅間     | 累計     | 快速 | 接続路線 | 線路 | 所在地 | 所在地        |
| ---------- | -------- | -------- | ---- | --- | ---- | ------ | ------------- |
| 姫路駅     | -        | 0.0      |      | 西日本旅客鉄道： 山陽新幹線・ 山陽本線 (JR神戸線：JR-A85)・ 赤穂線・ 播但線 山陽電気鉄道： 本線 ⇒ 山陽姫路駅 (SY 43) | ∨    | 兵庫県 | 姫路市        |
| 播磨高岡駅 | 3.8      | 3.8      |      | | ◇    | 兵庫県 | 姫路市        |
| 余部駅     | 2.3      | 6.1      |      | | ◇    | 兵庫県 | 姫路市        |
| 余部信号場 | -        | 7.7      |      | | ｜   | 兵庫県 | 姫路市        |
| 太市駅     | 3.8      | 9.9      |      | | ◇    | 兵庫県 | 姫路市        |
| 本竜野駅   | 5.0      | 14.9     |      | | ◇    | 兵庫県 | たつの市      |
| 東觜崎駅   | 2.9      | 17.8     |      | | ◇    | 兵庫県 | たつの市      |
| 播磨新宮駅 | 4.3      | 22.1     |      | | ◇    | 兵庫県 | たつの市      |
| 千本駅     | 5.5      | 27.6     |      | | ｜   | 兵庫県 | たつの市      |
| 西栗栖駅   | 3.6      | 31.2     |      | | ◇    | 兵庫県 | たつの市      |
| 三日月駅   | 5.4      | 36.6     |      | | ◇    | 兵庫県 | 佐用郡 佐用町 |
| 播磨徳久駅 | 5.9      | 42.5     |      | | ｜   | 兵庫県 | 佐用郡 佐用町 |
| 佐用駅     | 3.4      | 45.9     | ●    | 智頭急行：智頭線 | ◇    | 兵庫県 | 佐用郡 佐用町 |
| 上月駅     | 5.0      | 50.9     | ●    | | ◇    | 兵庫県 | 佐用郡 佐用町 |
| 美作土居駅 | 6.7      | 57.6     | ｜   | | ｜   | 岡山県 | 美作市        |
| 美作江見駅 | 5.4      | 63.0     | ●    | | ◇    | 岡山県 | 美作市        |
| 楢原駅     | 3.4      | 66.4     | ｜   | | ｜   | 岡山県 | 美作市        |
| 林野駅     | 4.0      | 70.4     | ●    | | ｜   | 岡山県 | 美作市        |
| 勝間田駅   | 3.9      | 74.3     | ●    | | ◇    | 岡山県 | 勝田郡 勝央町 |
| 西勝間田駅 | 3.0      | 77.3     | ｜   | | ｜   | 岡山県 | 勝田郡 勝央町 |
| 美作大崎駅 | 2.0      | 79.3     | ｜   | | ｜   | 岡山県 | 津山市        |
| 東津山駅   | 4.4      | 83.7     | ●    | 西日本旅客鉄道： 因美線                                                                                              | ◇    | 岡山県 | 津山市        |
| 津山駅     | 2.6      | 86.3     | ●    | 西日本旅客鉄道： 津山線                                                                                              | ◇    | 岡山県 | 津山市        |
| 院庄駅     | 4.5      | 90.8     | ｜   | | ｜   | 岡山県 | 津山市        |
| 美作千代駅 | 4.8      | 95.6     | ●    | | ｜   | 岡山県 | 津山市        |
| 坪井駅     | 2.7      | 98.3     | ●    | | ◇    | 岡山県 | 津山市        |
| 美作追分駅 | 5.6      | 103.9    | ｜   | | ｜   | 岡山県 | 真庭市        |
| 美作落合駅 | 7.0      | 110.9    | ●    | | ◇    | 岡山県 | 真庭市        |
| 古見駅     | 3.7      | 114.6    | ｜   | | ｜   | 岡山県 | 真庭市        |
| 久世駅     | 4.3      | 118.9    | ●    | | ◇    | 岡山県 | 真庭市        |
| 中国勝山駅 | 4.9      | 123.8    | ●    | | ◇    | 岡山県 | 真庭市        |
| 月田駅     | 4.8      | 128.6    | ●    | | ｜   | 岡山県 | 真庭市        |
| 富原駅     | 6.1      | 134.7    | ｜   | | ｜   | 岡山県 | 真庭市        |
| 刑部駅     | 6.5      | 141.2    | ●    | | ◇    | 岡山県 | 新見市        |
| 丹治部駅   | 3.8      | 145.0    | ｜   | | ｜   | 岡山県 | 新見市        |
| 岩山駅     | 4.8      | 149.8    | ｜   | | ｜   | 岡山県 | 新見市        |
| 新見駅     | 8.3      | 158.1    | ●    | 西日本旅客鉄道： 伯備線（JR-V18）・ 芸備線                                                                           | ◇    | 岡山県 | 新見市        |

1. ↑  赤穂線の正式な起点は山陽本線相生駅だが、播州赤穂駅からの列車はすべて姫路駅に乗り入れている。
2. ↑  因美線の列車は運転系統上はすべて津山駅に乗り入れる。
3. ↑  芸備線の正式な起点は伯備線備中神代駅だが、運転系統上は全列車新見駅に乗り入れている。

- JR西日本直営駅（3駅）
  - 姫路駅・津山駅・新見駅
- 簡易委託駅（7駅）
  - 美作土居駅・美作江見駅・林野駅・勝間田駅・美作落合駅・久世駅・中国勝山駅